# 大花象牙参
大花象牙参（学名：Roscoea humeana）为姜科象牙参属下的一个种。